# トマス・ウィリアム・エインズワース

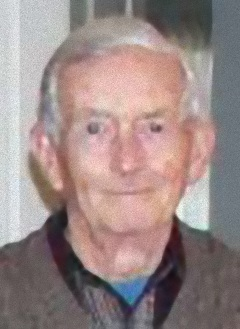
トマス・ウィリアム・エインズワース

トマス・ウィリアム・エインズワース（Thomas William Ainsworth, 1922年3月20日 - 2006年4月1日）は、アメリカ合衆国の外交官。第二次世界大戦中はアメリカ海軍に所属。戦後は国務省で外交官を務め、日本（福岡、神戸、大阪、東京）、南ベトナム（サイゴン）およびイギリス領香港に駐在。

## 生涯
1922年3月20日、ウィスコンシン州ベロイトにて誕生。
1941年にイェール大学で英語学の学士号を取得。大学教授を目指して同大の大学院へ進学するも、学業は第二次世界大戦により中断。1942年11月にアメリカ海軍予備役に入隊し、海軍士官となった。それに際して、海軍日本語学校で日本語を学んだが、この経験が、その後の人生に影響を与えた。終戦まで太平洋戦線で任務に従事。戦地にて勤務し、フレモント、サンズ (駆逐艦)、デンバー (軽巡洋艦)、インディアナポリス (重巡洋艦)に乗艦。その後、進駐軍として福岡に駐留。
戦後、エインズワースは国務省外交局に入省。陸軍言語学校にて広東語を学んだ後、極東地域で領事館および大使館業務に従事。福岡、神戸、東京、台北、サイゴン、香港、そして大阪に駐在。大阪では総領事（1976年-1979年）を務めた。その後はワシントンD.C.の国務省本省にて、各部署に勤務。1963年7月から1964年8月まで極東局東アジア部日本課長。
2006年4月1日、家族に囲まれながら穏やかに死去した。

## 家族
父親はオリヴァー・M・エインズワース (Oliver M. Ainsworth)、母親は アニー・ブルース・エインズワース (Annie Bruce Ainsworth) であった。
妻はウィルマ・エインズワース (Wilma Ainsworth)。2人は東京駐在中の同僚であった。2人は1950年12月9日に結婚し、東京の陸軍教会で挙式した。エインズワースは妻ウィルマとの間に、次の子供をもうけた。
1. ブルース・H・エインズワース (Bruce H. Ainsworth)
2. トマス・W・エインズワース・ジュニア (Thomas W. Ainsworth Jr.)
3. ダニエル・E・エインズワース (Daniel E. Ainsworth)
4. ジェーン・エインズワース・サブリン (Jean Ainsworth Sablin)
5. アン・エインズワース・カークランド (Anne Ainsworth Kirkland)